# Lauren Ryan
Lauren Ryan (* 15. März 1998 in South Yarra, Melbourne) ist eine australische Leichtathletin, die sich auf den Langstreckenlauf spezialisiert hat.

## Sportliche Laufbahn
Erste Erfahrungen bei internationalen Meisterschaften sammelte Lauren Ryan im Jahr 2016, als sie bei den U20-Weltmeisterschaften in Bydgoszcz mit 4:26,60 min in der ersten Runde im 1500-Meter-Lauf ausschied, und sie gelangte über 3000 Meter mit 9:21,21 min auf Rang 13 über 3000 Meter. Im Jahr darauf wurde sie bei den Crosslauf-Weltmeisterschaften 2017 in Kampala nach 21:56 min 44. im U20-Rennen. Zudem begann sie im selben Jahr ein Studium an der Villanova University in den Vereinigten Staaten. 2022 gelangte sie bei den Hallenweltmeisterschaften in Belgrad mit 9:13,93 min auf Rang 19 im 3000-Meter-Lauf und im Jahr darauf schied sie bei den Weltmeisterschaften in Budapest mit 15:40,23 min in der Vorrunde über 5000 Meter aus. 2024 verpasste sie bei den Olympischen Sommerspielen in Paris mit 15:29,35 min den Finaleinzug über 5000 Meter und gelangte über 10.000 Meter mit 31:13,25 min auf Rang 13.
2023 wurde Ryan australische Meisterin im 10.000-Meter-Lauf.

## Persönliche Bestzeiten
- 3000 Meter: 8:53,75 min, 29. Juli 2023 in Birmingham
  - 3000 Meter (Halle): 8:42,31 min, 9. Februar 2024 in Boston
- 5000 Meter: 14:57,67 min, 23. Februar 2024 in Seattle
- 10.000 Meter: 30:35,66 min, 16. März 2024 in San Juan Capistrano (australischer Rekord)